# Szlumbergera ucięta
Szlumbergera ucięta, zygokaktus ucięty, epifyllum ucięte, epifylum zimowe, bierwion zimowy (Schlumbergera truncata (Haw.) Moran) – gatunek rośliny z rodziny kaktusowatych. W stanie dzikim występuje w tropikalnych lasach Ameryki Południowej w okolicach Rio de Janeiro w Brazylii.

## Morfologia
ŁodygaJest to pędowy sukulent o silnie spłaszczonych pędach z brzegu ząbkowanych. Człony pędowe rozgałęziają się widlasto. Brak liści.
KwiatyKwiaty osiągające do 7 cm średnicy powstają na brzegach pędów. Okwiat wielolistkowy, czerwonego koloru (u odmian też białego, pomarańczowoczerwonego lub fioletowoczerwonego). Kwiaty zawierają liczne pręciki i pojedynczy słupek.
OwoceJagody.

## Zastosowanie
Popularna roślina doniczkowa, zwłaszcza jej liczne kultywary (mieszańce). Szlumbergera ucięta, uprawiana jest jako roślina doniczkowa od 1816/1817, najpierw w Anglii, kiedy to przywieziono do Kew Gardens w Londynie pierwszy egzemplarz pochodzący z tropikalnego lasu z okolic Rio de Janeiro. Na Zachodzie odmiany uprawne Schlumbergera truncata nazywane są zazwyczaj Kaktusem Bożego Narodzenia, często też Kaktusem listopadowym, a w USA Kaktusem dziękczynienia i występują masowo w sprzedaży późną jesienią, kiedy kwitną.
W Polsce kwitnie w miesiącach grudzień–styczeń. Gatunek botaniczny posłużył do utworzenia szeregu mieszańców, z reguły uprawianych jako formy szczepione na przedstawicielach rodzaju drzewidło.